# Noite na Taverna
Noite na Taverna (vertaald: Een nacht in de bistro) is een verhalenbundel, geschreven door de Braziliaanse schrijver Álvares de Azevedo. Hij schreef het boek onder het pseudoniem Job Stern. Het boek werd gepubliceerd in 1855.
Hoewel het boek bestaat uit losstaande korte verhalen, worden de hoofdstukken met elkaar verbonden zoals in een roman.